# روبرت باورز
روبرت ب. باورز، (3 أكتوبر 1900 – 3 ديسمبر 1976) (بالإنجليزية: Robert B. Powers) كان ضابط شرطة بارز في تاريخ كاليفورنيا، أولاً كرئيس للشرطة في بيكرسفيلد (1933–1945) وكضابط تنفيذ رئيسي على مستوى الولاية (1944–1947) خلال الفترة التي شارك فيها في تأسيس أحد أقدم برامج التدريب للشرطة في مسائل العلاقات العرقية.

## سيرة ذاتية

### النشأة والشباب
روبرت "بوب" بويد باورز وُلِد في 3 أكتوبر،:p.1 1900، في لاس فيغاس (نيومكسيكو). كان الابن الثاني لستيفن وM. باورز، اللذان وُلدا كلاهما في كنتاكي. بحلول عام 1910 كان لديه أخ أكبر يدعى جوشوا، وأختان أكبر وأخوات ثلاث أصغر. جميع الأشقاء وُلدوا في نيومكسيكو. الوالد ستيفن وُلِد حوالي عام 1866 في هاوسفيل، كنتاكي. كان جده يمتلك سنوات عديدة من الخدمة كجندي ومحام ومصرفي في كنتاكي. من خلال جده باورز يُعتبر قريبًا لتوم باورز وحيرام باورز. لم يخدم ستيفن باورز في الحرب الأهلية، على الرغم من أن الولاية انحازت للاتحاد، وللعائلة أصول تعود إلى أيرلندا قبل عام 1771.
ترك باورز المدرسة في الصف الخامس. جذبه إلى حد ما القصص الرومانسية لـلورنس العرب والخدمة العسكرية،:ص.71 فالتحق بالخدمة العسكرية في سن السابعة عشرة وتم تعيينه في الفوج الثاني عشر للفرسان. عمل كرقيب شؤون الأفراد في عام 1920، وظهر في التعداد السكاني الأمريكي كجندي في معسكر فرلونغ بالقرب من لونا، نيومكسيكو. ثم عمل ككاتب في مكتب رئيس الفرسان في واشنطن العاصمة حتى عام 1922. بعد تسريحه، عمل كضابط شرطة ولاية وعريف في نيوجيرسي حتى عام 1923. توفي جده في لويفيل، كنتاكي في ذلك العام. ترك باورز وظيفته تلك بعد أن كان يأمل في الترقية ولكن العمل في شركة نفط حتى فبراير 1924 لم يكن كذلك. ولم يكن كذلك إعادة الانضمام كما اكتشف بعد بضعة أشهر في عام 1924 في فورت سلوكم (نيويورك). ثم عمل كـ "وكيل خاص" للسكك الحديدية لحماية القطارات وأضاف وقتًا كنائب شريف في نيومكسيكو وأريزونا.:ص.1

### قوة شرطة بيكرسفيلد
تم توظيف باورز كـدراج دوريات في يناير 1928 لقسم شرطة بيكرسفيلد رغم أن عمله الفعلي كان في البداية ككاتب اختزال. وتزوج من ميلدريد إروين، ابنة محامي المدعي العام السابق، في ديسمبر 1928.
لأن تدريبه كضابط منفرد في وقت سابق، اكتسب سمعة من الإنجازات الفردية في القوة:ص.3 وتمت ترقيته إلى رقيب في 1930. في التعداد السكاني في الولايات المتحدة كانت عائلة باورز المكونة من روبرت وميلدريد تعيش في شارع 19، بيكرسفيلد وتستأجر منزلًا بدفع 30 دولارًا في الشهر (حوالي 470 دولارًا في شهر 2021)، وكان مسجلاً كضابط مرور. تطور لديه اهتمام في مراقبة المرور وإدارة الأمن للمدارس.:ص.3 في 1931 أصبح ملازمًا، ولاحقًا أصبح رئيس الشرطة لقوة شرطة بيكرسفيلد في 1933. كما أجرى تدريباً مهنياً في مدرسة الشرطة في جامعة كاليفورنيا (لوس أنجلوس) ومدرسة مكتب التحقيقات الفيدرالي في مونتيري وأكاديمية مكتب التحقيقات الفيدرالي في كوانتيكو (فرجينيا).
يجد تعداد الولايات المتحدة لعام 1940 عائلة باورز المتكونة من روبرت سين، المُدرج كرئيس للشرطة، وزوجته ميلدريد، وأبنائهما روبرت جونيور وستيفن، وممرضة تعيش مع العائلة في شارع بي. في بيكرسفيلد حيث كان باورز يمتلك المنزل بقيمة 8000 دولار في عام 1940.(حوالي 150 ألف دولار بقيمة عام 2021.) كانت العائلة قد عاشت في نفس المكان في أبريل 1935. كان دخله لعام 1939 حوالي 3600 دولار (حوالي 67 ألف دولار بقيمة عام 2021.)
بينما كان رئيس الشرطة، رأى باورز أن قوات الشرطة بشكل عام في جميع أنحاء الولاية غير متعلمة بشكل كافٍ، ومرتبطة سياسياً، و"فاسدة" بحسب المعايير الحديثة.:ص.3–4 ومن منطلق الرغبة في تعزيز قوة شرطة مستقلة وقادرة تحت سلطته، بدأ في تعديل الإجراءات والتقنيات التحقيقية وفي نفس الوقت تعديل اللوائح المحلية بحيث يكون منصب الرئيس تحت تصنيف الخدمة المدنية وبالتالي تحت مدير المدينة وليس مسؤولاً بشكل مباشر أمام مجلس المدينة.:ص.4 أسس باورز تدريباً أثناء العمل تضمن مناهج دراسية نوعًا ما مثل فصول اللغة الإنجليزية حتى يتمكن الضباط من استخدام الكلمات بدلاً من الأسلحة، ومهارات مهنية مثل التعامل مع البصمات. جلب الشرطة لتعلم القانون فعليًا حتى لا يسببوا مشاكل لأنفسهم.:ص.7 في أبريل 1944، كتب باورز "رسالة إلى المحرر" في الصحيفة المحلية حول قواعد الاشتباك للشرطة - بأن الشرطي لديه الخيار الفوري بقتل شخص ما أو لا بينما يمكن للمحاكم أن تستغرق أسابيع أو أشهر لاتخاذ القرار، وبالتالي يتيح أحيانًا للمجرم الواضح الهروب. في أواخر مارس، توفي والده في كورونادو.
عندما تم تعيينه كرئيس كان هناك 38 منزلاً للدعارة معروفاً في المجتمع وكان هناك 11 فقط عندما غادر منصبه كرئيس. كان باورز أيضاً صوتاً قوياً في تحديد الرؤساء المتتالين حتى عام 1966. وتمكن خليفته المعين من إغلاق الـ11 المتبقية.

#### الأعمال الهامة بينما كان رئيساً

##### إضراب الزراعة في كاليفورنيا 1933
ربما كان أول اشتباك كبير له كرئيس للشرطة هو في تداعيات إضراب الزراعة في كاليفورنيا 1933. تحت مراجعته، سمح للمتظاهرين بأخذ الجثث المقتولة إلى مبنى البلدية لإجراء احتجاجهم، مشيراً (عندما تمت مقابلته في عام 1970)، "قد تكون دوافعهم لتحويل هذا البلد إلى "أحمر"، لكن أنشطتهم في محاولة الحصول على أجور معيشية للعمال كانت بالتأكيد مبررة."

##### قضية ماثياس وارين
من مايو إلى أكتوبر 1938 استهلكت قضية قتل وقته - وهي قضية ماثياس وارين، والد إيرل وارين الذي سيصبح قريباً المدعي العام، ثم الحاكم، وفي الوقت المناسب، قاضي المحكمة العليا. عند سماع جريمة القتل، جاء النائب العام وارين، الذي كان قد وطد علاقته بالشرطة في مختلف الأقسام والصحفيين، إلى بيكرسفيلد مع العديد من الأصدقاء الذين يسعون للمساعدة وكانت هناك بعض التوترات حول كيفية سير التحقيق. أصر باورز وترك وارين لبورز يقود الأمور.:p.9–18 في النهاية لم يتم توجيه تهم إلى أحد بالجريمة - انتهى باورز إلى اعتبارها عملية كسر ودخول أصبحت جريمة قتل من عابر سبيل حيث اختار ماثياس وارين العيش في ممتلكات فوضوية بينما كانت ثروته مربوطة في ممتلكات الأراضي.:p.16b-c بالطبع تم تغطية الموضوع في العديد من مقالات الصحف. ومع ذلك، مع مرور الوقت أصبح أهمية القضية، على الأقل بالنسبة لباورز، تتعلق أكثر بالصعود المتزايد لإيرل وارين.:p.17 لاحظ باورز أن العابرين في تلك الفترة كانوا الأوكيز، في الواقع عناقيد الغضب (رواية) جرت أحداثها في بيكرسفيلد، وأن المؤسسة المحلية حاولت إبقائهم بعيدين عن الطريق.

##### الضابطات
في يونيو 1939 اتخذ باورز موقف دعم مبادرة لتوظيف النساء في قوة الشرطة إذا كن متعلمات في الجامعات ويتقاضين رواتب جيدة. وكان من الصعب الحصول على التمويل المناسب مع عدم توظيف أي ضابطة بحلول مارس 1941. ومع ذلك، تم توظيف الأولى في صيف 1941 وبحلول ربيع 1942 كان سؤال ما ينبغي لضابطات وموظفات الشرطة ارتداؤه مجالاً نشطاً للنقاش.

##### تعرض لرد فعل سياسي عنيف
كان باورز قد صادف سياسيًا محليًا يتلقى رشوة وسعى إلى مقاضاته. من خلال المساعدة مع المدعي العام آنذاك إيرل وارن، تم متابعة القضية ولكن انتهت بهيئة محلفين معلقة.:ص.22–23 ثم وُضع باورز نفسه تحت التحقيق من قبل مجلس المدينة وتقدمت تقارير عن تقدمه في الصحف من مارس إلى أبريل 1942. كان الحكم النهائي أن القضية ضد باورز كانت بدافع سياسي ولم يرتكب أي خطأ كبير. أخذ باورز إجازة لفترة وخلال الحرب العالمية الثانية تم تجنيده هو وطاقمه الرئيسي في خفر السواحل من مايو 1942 إلى يوليو 1943، وأنهى الخدمة كرئيس لطاقم المدفعية ومدرب في المدفعية.

### رئيس الولاية
بعد عودته إلى الخدمة في بيكرسفيلد بفترة وجيزة، تم استدعاء باورز لخدمة على مستوى الولاية، فأخذ إجازة أخرى من بيكرسفيلد. في مارس 1944، تم تعيين باورز "منسق وكالات إنفاذ القانون" تحت المدعي العام لولاية كاليفورنيا روبرت دبليو. كيني ووُصف بأنه "رجل حساس وذكي" كلجنة ولاية زمن الحرب لإنفاذ القانون تحت حاكم الولاية في ذلك الوقت إيرل وارين.
في ديسمبر 1944 كتب باورز للجنة التي تنصح بمعاملة عادلة لليابانيين مع نهاية الحرب.:الصفحات.29–32 عمل باورز تحت قيادة كيني على العودة السلمية للعائدين اليابانيين مع سلطة إعادة توطين الحرب وساعد نيسي العائدين الذين تعرضوا لهجمات حراس في أغسطس 1945. تم تمديد منصب باورز بعد وقت الحرب في يناير 1945 وانتقلت العائلة إلى ساكرامنتو في فبراير.:الصفحات.37–41

#### العلاقات العرقية
في أوائل عام 1945، تم توجيه باورز لحضور اجتماع للعلاقات العرقية في شيكاغو مع المجلس الأمريكي الجديد للعلاقات العرقية وبدأ في مسعى لتعلم نفسه ثم نشر قضايا العلاقات العرقية عبر إدارات الشرطة. بدأ أول مشروع رئيسي لتعاونهم في ريتشموند (كاليفورنيا) مع ديفيس مكإنتاير، في سبتمبر. كانت الجهود الأولية تهدف إلى تدريب الشرطة على العلاقات الإنسانية بما في ذلك محاولة القضاء على التحيز وتقديم عدم عدالة الفصل والتمييز بناءً على العرق - وأشار لاحقًا إلى أنها احتياجات واسعة الانتشار. جلبت هذه العمل قادة من إدارة الإصلاحيات في كاليفورنيا، والجمعية الوطنية للنهوض بالملونين، ورابطة المواطنين اليابانيين الأمريكيين، ونيسي، وهو أمريكي من الجيل الثاني من أصل ياباني، جندي في البحرية الأمريكية. معًا، تمت مناقشة الأعراف الاجتماعية والتحيزات السائدة في ذلك الوقت وكسرها على مدى أسبوع من المناقشات المفتوحة. بعد التدريب، ظهرت حوادث تحريضية في المجتمع واتخذت الشرطة إجراءات جديدة لضمان الحفاظ على العدالة والسلام. غطاه صحيفة ساترداي إيفنينغ بوست في "لا يجب أن يكون رجال الشرطة عنيفين"، في 28 ديسمبر 1946. بعد هذا، تم إبلاغ العديد من إدارات الشرطة حتى خارج كاليفورنيا بالتدريب وتم إنشاء وتوزيع كتيب دليل للعلاقات العرقية لرجال الأمن (بما في ذلك مقتطفات في صحيفة بالتيمور أفرو-أمريكان.) كان هناك مشروع متوقع من المجلس الأمريكي الشاب للعلاقات العرقية لاستخدامه وكان كيني وباورز يعملان على فيلم وثائقي عن العلاقات العرقية وإدارات الشرطة لكن فريدريك ن. هاوزر، المدعي العام التالي، رفض باورز والمشروع. كان باورز يكتب النص، يعمل مع إدوين إمبري. من هذا كان باورز في قائمة قصيرة من القادة في المجال رغم أن الدراسات الحديثة انتقدت البرنامج لعدم شمل قيادة الأقلية المحلية في ذلك الوقت.
تقاعد باورز من الخدمة الشرطية في عام 1947 بسبب الاختلافات مع الإدارة الجديدة وكان مهتمًا بتعزيز قضايا العلاقات العرقية.

### البهائية
في الفترة من حوالي ديسمبر 1946 إلى أبريل 1947 حقق باورز في البهائية أثناء سعيه لأساس ديني للعيش. انجذب إلى تعاليم البهائية عن البحث غير المقيد بعد الحقيقة. أول كتاب بهائي قرأه كان هذه الأرض دولة واحدة - "عندما قرأت الفصل عن الإسلام قَبلت محمد كنبي. عندما أنهيت الكتاب كنت بهائياً ..." كان الكتاب موجهًا إلى الفهم البهائي لـ الرؤية عبر الأديان والسلام العالمي. وقد كتب من قبل واحد من أوائل اليهود في كندا الذين انضموا إلى الديانة. انعكس هذا النهج في مقاله لبرنامج الإذاعة هذا أؤمن بواسطة إدوارد مورو بعنوان "توقفت عن حمل السلاح" في عام 1954.

#### لوس أنجلوس
ظهر باورز لأول مرة علنًا وهو يقدم الدين في فبراير 1948 بإلقاء محاضرة في مركز البهائيين في لوس أنجلوس. في ذلك العام، تأمل أيضًا علنًا في مسيرته في تنفيذ القانون بكتابة مقالتين لمجلة Saturday Evening Post - سلسلة من جزئين بعنوان "الجريمة كانت عملي". وفيها، عن خمسة وعشرين عامًا من العمل في الشرطة، قال: "إنه وقت طويل للتأخر دون أن تصبح ساخرًا" و:
خلال بعض تلك السنوات، كنت أعيش تحت ضغط الخوف من أن يخونني السياسيون في وظيفتي. غالبًا ما كنت أخشى أن تجتاحني موقف ما غير متوقع وتلطخ سمعتي بالجبن. كنت أقلق من أن أفقد أعصابي، وأخرج عن السيطرة وينتهي بي الأمر أمام هيئة المحلفين الكبرى وأنا أعبث بأزرار زيي الرسمي بعصبية وأطلب الرحمة. كان هناك ضغط التساؤل عما إذا كان الرؤساء الذين خدمت تحت قيادتهم سيدعمونني عندما أحتاج إلى الدعم. وبعد أن أصبحت رئيسًا، لم تكن هناك مرة لم يكن فيها شخص يكرهني بشدة، وكنت مضطرًا إلى البقاء على أهبة الاستعداد لمنع أعدائي من غرز خناجرهم في ظهري.
ساهم بمقال في عام 1948 في المجلد 11 من الاستطلاع متعدد السنوات حول وضع مجتمع الدين حول العالم The Baháʼí World بعنوان تجربة في العلاقات العرقية حول تجربته في عام 1945 في التعامل مع التوترات العرقية. في عام 1949 انضم إلى اللجنة التحريرية التي تعمل على المجلد 12 واستمر في الخدمة في 1950. ألقى عدة محاضرات معلن عنها في الصحيفة الأمريكية الأفريقية California Eagle عبر عام 1949. في نفس الوقت تقريباً خدم في التجمع الروحي (البهائية) في لوس أنجلوس، وشارك في تقديم عن الدين في مركز البهائي، وألقى محاضرة بعنوان "الدين أيضاً غير قابل للتجزئة" من أجل اليوم العالمي للأديان في فريزنو، وقد ذُكر بصفته رئيس لجنة التعليم في الولايات الغربية. في عام 1950 تعاون في جهد لدمج مدرسة في دنكان أريزونا دعمًا لمدني محلي وزميل بهائي - بيتي توميس - ثم المحامي ستيوارت يودال -:p.64–66، 132–166 واستمر في الظهور عبر إلقاء المحاضرات عن الدين في كاليفورنيا حتى 1952. كان باورز من بين الأشخاص الذين تلقوا أصواتًا لملء الشواغر في الجمعية الوطنية التي أنشأتها ريادة دوروثي بيتشر بيكر وماثيو دبليو. بولوك، في ظل نظام يخلو من الحملات الانتخابية.
حول هذه الأنشطة، تم استدعاء باورز من قبل لجنة جمعية الولاية المعنية بالجريمة والإصلاح للتحقيق في وضع في أوكلاند الذي أشار إلى وحشية الشرطة في مواجهة المتظاهرين الشيوعيين والداعمين للقوة السوداء - وهي قضايا استمرت خلال أعمال الشغب في بيركلي (الستينيات). وجد باورز أدلة أقنعته بأن هناك عدة جرائم قتل من قبل الشرطة التي تم دفعها إلى المواجهات من قبل القيادة.:ص.55–63 وجد أن الوضع بأكمله شرير وسبب له أذى جسدي لمواجهته.
في تلك الفترة، كان ابن باورز، روبرت جونيور، في الجيش وتمركز في غوام من حوالي مايو 1953 حتى 1956 وتم منحه لقب فارس بهاء الله لخدمته للدين أثناء وجوده هناك.

#### أريزونا
تم تسجيل آل باورز كرواد محليين في مدينة يوما، أريزونا، في أوائل عام 1954م. ظهر باورس وابنه ستيفن في سبتمبر 1956 في مجموعة شباب بهائية في توسان وفي ديسمبر 1959 حضر مؤتمر ولاية أريزونا البهائي قادمًا من فلاغستاف. تعرض باورس لجلطة حوالي عام 1960:p.vi لكنه سرعان ما ظهر في العيش في يوما وإلقاء محاضرة عن الدين في أبريل 1961 و1962.

#### بيكرسفيلد
أول شخص معروف من البهائيين في بيكرسفيلد كانت السيدة دبليو. هـ. ريبوغل التي توفيت حوالي مارس–أبريل 1934. ألقي حديث على المحطة الإذاعية المحلية حينذاك المسماة كي بي إم سي (الآن كي إن زد آر (إيه إم)) نقلت قصة بهائي في عام 1938. ظهرت مجموعة من البهائيين بحلول عام 1964 وبدأوا في إعطاء محاضرات عامة في بيكرسفيلد عام 1965. عاد ستيفن إلى بيكرسفيلد قبل عام 1965 وبدأ العمل في قسم الشرطة، وهو نفس العام الذي تقاعدت فيه أول ضابطة شرطة في بيكرسفيلد، والتي كانت قد عُيّنت بواسطة والده. كما عاد باورز نفسه وكان ملحوظًا بإلقاء محاضرة عن الدين في عام 1966. ولكن بعد العمل في القوة لمدة 3 سنوات، شهد ستيفن ضد الشرطة، كضابط شرطة، حول حادثة في بيكرسفيلد نتج عنها قضية مضايقة عنصرية ضد الشرطة، وبعد ذلك تعرض الأب والابن للمضايقة.:p.xi، 171–177 استقال ستيفن من القوة في أغسطس 1969.
مع تعيين إيرل وارين في المحكمة العليا الأمريكية تم البدء بمشروع لجمع التاريخ الشفهي من الأشخاص الذين عرفوه وتمت مقابلة باورز في باكرسفيلد. تم نشر الكتاب الناتج في عام 1971. من بين الحكايات التي أشار إليها للمحاور، ذكر حدثًا في طفولته قال إنه أثر على حياته كلها:
أردت أن أخبرك بشيء ... وأعتقد أنه أثر على حياتي كلها، ولا أعلم إذا كنت أستطيع توصيله بشكل جيد، لكنني فكرت فيه مرات عديدة.
أستطيع أن أحدد عمري من خلال المكان الذي كنا نعيش فيه — كما تعلم، كنا ننتقل طوال الوقت — وعندما كنت في حوالي الثانية من عمري، كنت أمشي في الشارع وأعاني كثيرًا لأن أربطة حذائي كانت محلولة وقد خرجت من الثقوب، وفي كل مرة أخطو فيها، كنت أدوس على أحد الخيوط وأتعثر. وكما تعلم، كان ذلك مشكلة كبيرة بالنسبة لي؛ فثقب الإطار لا يُقارن بتلك المعاناة. وكل من كان يمر بي كان يضحك ويظن أن الأمر مضحك للغاية، وأنا أتعثر وأمضي مترنحًا على هذا النحو.
و مررت بمنزل، وكانت هناك امرأة، وأتذكر أنها كانت متعثرة قليلاً في الكلام، جالسة على درجة. ورأت ما كان يحدث، ونادتني للدخول. وقضت حوالي 20 دقيقة تعاملني كأني بالغ، تعلمني كيف - بالطبع كانت نهايات أربطة الحذاء قد تآكلت - أن أقوم بلف النهاية وأدخلها في الثقب. ثم قمنا بربط وفك رباط حذائي ثلاث أو أربع مرات حتى تعلمت كيفية القيام بذلك، ثم علمتني كيف أربط عقدة. وجلسنا هناك لبعض الوقت، ثم مضيت. وكما كنت صغيراً، فكرت، "أود أن أكون مثل هذا النوع من الأشخاص. أود أن أكون مثلها." أعتقد أن هذا الشيء البسيط أثّر على حياتي كلها.

"ومرة أخرى أقول، هذه الأشياء الصغيرة التي يقوم بها المرء - المراعية، الرحيمة، الشجاعة - أعتقد أنه من الصعب للغاية أن نتمكن من إدراك الأثر الذي تحدثه.":ص.75
انتقلت عائلات الأب والابن باورز مرة أخرى إلى توسان وظهرت في برنامج للاحتفال بـ اليوم العالمي للأديان في عام 1972. توفيت الزوجة ميلدريد في توسان في عام 1973.

#### مدينة أوكلاهوما
ظهر باورز كجزء من مجتمع البهائيين في مدينة أوكلاهوما، أوكلاهوما والذي تم تسليط الضوء عليه في شهر أبريل عام 1976 بما في ذلك تصويره، كأحد حوالي 800 في الولاية و45 بالغًا في مدينة أوكلاهوما.
توفي باورز هناك في ديسمبر عن عمر يناهز 76 عامًا. دُفن في مقبرة تشابل هيل ميموريال جاردنز.

## الإرث
5 مارس 2010 تمت إعادة بث حلقة باورز هذا ما أؤمن به على برنامج ذا بوب إدواردز. الحدث تم الإشارة إليه في بيكرسفيلد. العرض لا يزال متاحًا. في العرض، قام المعلقون بمراجعة جهوده التطلعية والتنوع الواسع في قراءته عبر الأديان وتأثروا بسعيه للمعرفة بدءًا من وعيه بـ لورنس العرب وصولاً إلى قراءة القرآن فعليًا، وكيف تم التأكيد في حياته على قول البهائي "الأرض وطن واحد والبشر سكانه" وتم اكتشاف ذلك عندما كان هناك عدد قليل جداً من البهائيين في الجوار، وكيف ألهمه العهد الجديد إلى "إلقاء سلاحه".:53م–56م